# Gustav Suits
Gustav Suits (Võnnu, 18 novembre 1883 – Stoccolma, 23 maggio 1956) è stato un poeta e letterato estone.
È stato uno dei fondatori del movimento letterario Noor-Eesti ed è considerato uno dei più grandi poeti estoni.

## Biografia
Nacque a Võnnu, borgo della contea Tartumaa da Hindrik Suits e da Liis Kerge. Nel 1895 si trasferì a Tartu, dove studiò all'Alexander Gymnasium e in questo periodo frequentò gli ambienti culturali e letterari della città. Nel 1899 vennero pubblicate le sue prime poesie sul settimanale Uus Aeg.
Nel 1901 fondò il gruppo letterario Kirjanduse Sõbrad, con il quale pubblicò la rivista Kiired. Di questo gruppo fece parte anche A. H. Tammsaare. Dal 1905 al 1916 fece parte del Noor Eesti (Giovane Estonia), gruppo letterario che guidò assieme a Friedebert Tuglas. L'attività del gruppo fu determinante nello sviluppo dello stile estone all'interno della letteratura europea e viceversa. Dal 1913 al 1917 insegnò finlandese e svedese al liceo linguistico di Helsinki.
Tra il 1917 e il 1919 si avvicinò alla politica, militando nel Partito Socialista Rivoluzionario. Nel 1921 fu il primo insegnante di letteratura estone a livello universitario e fino al 1944, anno in cui lasciò l'incarico, pubblicò numerosi saggi sul tema. Nel 1924 fondò l'Akadeemiline Kirjandusühing, di cui rimase presidente fino al 1943. Nel 1933 fondò assieme alla moglie, a Friedebert Tuglas e Alfred Koort la Società teatrale drammatica di Tartu di cui fu eletto presidente e, l'anno successivo, il Tartu Näitekunsti Stuudio.
Nel 1944, in seguito all'occupazione sovietica, fuggì con la famiglia in Finlandia e poi a Stoccolma, dove continuò la sua attività letteraria e lavorò presso la Fondazione Nobel.
Nel 1955 venne candidato al Premio Nobel per la letteratura. Suits morì il 23 maggio 1956, dopo una malattia durata diversi anni. È sepolto nel Skogskyrkogården di Stoccolma. Nel 2004 è stato istituito dalla fondazione estone Tartu Kultuurkapital il Premio Gustav Suits, assegnato a Tartu il 14 marzo di ogni anno.

## Vita privata
Nel 1911 si sposò con la scrittrice estone Aino Thauvón con la quale ebbe due figlie: Maret Suits, nata nel 1914 e Helga nata nel 1924. Entrambe divennero scrittrici.

## Opere principali
- Elu tuli (1905)
- Sihid ja vaated (1906)
- Tuulemaa (1913)
- Ohvrisuits (1920)
- Kõik on kokku unenägu (1922)
- Lapse sünd (1922)
- Noor-Eesti nõlvakult (1931)
- Tuli ja tuul (1950)